# Transporte ambiental de longo alcance
Transporte Ambiental de Longo Alcance
Esta expressão refere-se à capacidade de certas susbtâncias ou organismos de se propagarem pelo ambiente em longas distâncias.
Normalmente este termo é empregado na propagação por meios naturais, pelo ar (ventos) e pela água, podendo também ocorrer por meios mecânicos no solo ou nos animais (nos animais é  mais comum ocorrer a propagação de organismos vivos, tais como os vírus e as bactérias).
Entretanto a evolução dos meios de transporte de passageiros e de cargas e a aceleração do comércio mundial tenha cada vez mais contribuido para a propagação de substâncias e organismos, sendo que a propagação de organismo atualmente é a mais comum nestes casos.
Os Poluentes Orgânicos Persistentes - POPs são as substâncias que mais causam preocupações quanto a sua capacidade de transporte ambiental de longo alcance, pois a propagação por meios naturais, sem a interferência do homem, são de difícil controle, enquanto que a propagação por meio dos modais de transporte é menos comum e mais fácil de controlar por meio das organizações governamentais nacionais e internacionais.